# Nicky Youre
Nicholas Scott Ure, känd professionellt som Nicky Youre, född 4 juni 1999 i Anaheim i Kalifornien, är en amerikansk singer-songwriter. Han är mest känd för sin singel "Sunroof", som släpptes i december 2021.
Nicky Youre började göra musik under år 2017, och släppte på sin 21-årsdag den 4 juni 2020 sin debutsingel "Sex and Lemonade", tillsammans med producenten och artisten Laiki. I mars 2022, några månader efter släppet av den tidigare nämnda singeln "Sunroof", så släppte han och den andra Kalifornienbaserade artisten David Hugo en så kallad "samarbetssingel", som fick titeln "Never Go Wrong". I slutet av november samma år kom han även ut med singeln "Eyes on You".
I februari 2023 släppte Nicky Youre ytterligare en ny låt, som han denna gång valde att kalla för "Shut Me Up".